# بال ستراند
بال ستراند (بالنرويجية البوكمول: Pål Strand)‏ هو لاعب كرة قدم نرويجي في مركز الوسط، ولد في 9 مارس 1976 في يوفيك في النرويج. شارك مع منتخب النرويج لكرة القدم. أما مع النوادي، فقد لعب مع نادي ليلستروم.

## وصلات خارجية
- بال ستراند على موقع اتحاد النرويج (النرويجية)
- بال ستراند على موقع قاعدة بيانات كرة القدم.إي يو (الإنجليزية)
- بال ستراند على موقع ناشيونال فوتبول تيمز (الإنجليزية)
- بال ستراند على موقع عالم كرة القدم.نت (الإنجليزية)